# 4e armée (Roumanie)
Pour les articles homonymes, voir 4e armée.
« Armée du Nord (Roumanie) » redirige ici. Pour les autres significations, voir Armée du Nord.
La 4e armée roumaine (Armata a 4-a Română) est une armée de campagne des forces terrestres roumaines, opérationnelle sous différents noms de 1916 à 2000.

## Historique

### Première Guerre mondiale
La 4e armée, ou armée du Nord, est créée le 15 août 1916 par décret du roi Ferdinand Ier. Elle est engagée dans les offensives roumaines en Transylvanie. L'armée est dissoute le 5 décembre.

### Entre-deux-guerres
L'unité est recréée en 1921 sous le nom de 6e corps d'armée, stationné en Transylvanie. Celui est renommé 4e armée en 1939.

### Seconde Guerre mondiale
Elle est dissoute en juin 1947.

### Guerre froide
La 3e région militaire est créée en juin 1947 à Cluj-Napoca. Elle devient 3e armée en 1960, puis 4e armée en 1980.

### Après 1989
Elle devient en 2000 le 4e corps d'armée territorial puis en 2008 la 4e division d'infanterie Gemina.